# Trichogorgia lyra
Trichogorgia lyra is een zachte koraalsoort uit de familie Plexauridae. De koraalsoort komt uit het geslacht Trichogorgia. Trichogorgia lyra werd in 1976 voor het eerst wetenschappelijk beschreven door Bayer & Muzik.